# NGC 4383
NGC 4383 é uma galáxia espiral (Sa) localizada na direcção da constelação de Coma Berenices. Possui uma declinação de +16° 28' 12" e uma ascensão recta de 12 horas, 25 minutos e 25,5 segundos.